# Frunză, Stînga Nistrului
Frunză este satul de reședință al comunei cu același nume din Unitățile Administrativ-Teritoriale din Stînga Nistrului (Transnistria), Republica Moldova; sat-reședință al comunei cu același nume.